# Ssireum
Ssireum is een traditionele Koreaanse worstelsport. Ssirreum is Korea's oudste vechtsport. Hoewel er in oude geschriften niet gesproken wordt over het ontstaan van ssireum, zijn afbeeldingen gevonden van worstelende atleten in oude graven uit de Goguryeo periode.

## Geschiedenis
In oude Koreaanse geschriften wordt ssireum ook wel aangeduid met namen zoals gakjo, gakhi, sangbak, jaenggyo en gakgi. Via de betekenis van deze namen kan de ontwikkeling van ssireum enigszins gevolgd worden. Het voorvoegsel gak bijvoorbeeld, zou slaan op de strijd tussen gehoornde dieren zoals ossen. Tevens de reden waarom winnaars van een ssireum competitie werden beloond met een os.
Het woord ssireum werd pas later gebruikt. En is waarschijnlijk verwant aan het woord silum, de naam van een Mongoolse worstel stijl.
Ssireum-technieken hebben waarschijnlijk de basis gevormd voor het Japanse Sumo. Er zijn een aantal in het oog springende elementen die beide sporten gemeen hebben, ondanks dat ze in de afgelopen eeuwen ook enorm uit elkaar zijn gegroeid.
Ook uit de tijd van de Joseon dynastie zijn afbeeldingen bewaard gebleven waarom ssireum beoefenaars met elkaar worstelen. Het meeste bekende schilderij is waarschijnlijk Dae Kwae Do (대괘도) dat in 1846 door Yu Sook (유숙) werd geschilderd. Op dit schilderij staan twee mannen afgebeeld die het Ssireum beoefenen samen met twee beoefenaars van taekgyeon, zij worden omringd door yangban die het schouwspel gaande slaan.

## Modern ssireum
Ook tegenwoordig wordt het ssireum nog beoefend in Korea. Een bekende Koreaanse ex-ssireum beoefenaar is Choi Hong-man die tegenwoordig bekendheid geniet als K-1-vechter.

## Regels
Ssireum wedstrijden vinden plaats in een cirkel waarbij de vloer bedekt is met een dikke laag zand. De atleten beginnen vanuit een staande positie waarbij men elkaars band (satba) vast heeft. Deze band is om de middel van de atleten gebonden. Een ronde wordt gewonnen door ervoor te zorgen dat de tegenstander de grond raakt met elk lichaamsdeel dat zich boven de knie bevindt. Het uit de ring duwen van de tegenspeler houdt niet automatisch, zoals bij het Japanse Sumo, in dat de ronde gewonnen is. Een wedstrijd bestaat doorgaans uit drie rondes. De winnaar is uiteraard degene die de meeste rondes heeft gewonnen.